# Acqua tofana

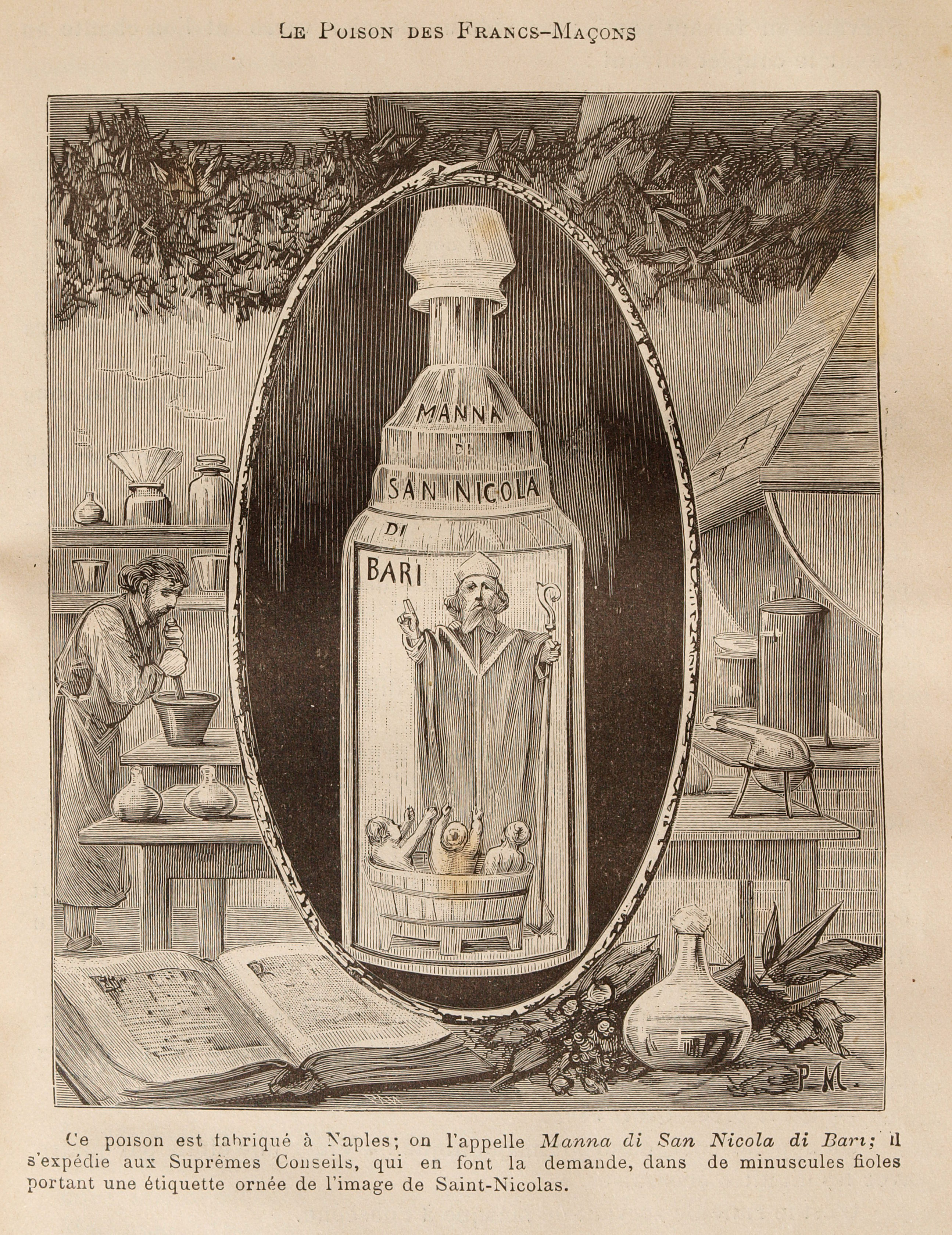
Ritratto di una boccetta di acqua tofana recante l'immagine di San Nicola di Bari (opera di Pierre Méjanel)

L'acqua tofana (conosciuta anche come acqua toffana, acqua tufania, acqua tufanica, acquetta, acqua o acquetta di Perugia, o manna di San Nicola) è un veleno, ampiamente utilizzato nel XVII secolo a Palermo, Perugia, Roma e Napoli.

## Storia
Sebbene sia comunemente creduto che il veleno derivi da Giulia Tofana, in realtà Giulia sarebbe stata la presunta figlia di Teofania d’Adamo, una delle "fattucchiere" condannate e giustiziate a Palermo per la produzione e la somministrazione di acqua avvelenata. Il nome della mistura si legherebbe quindi a Teofania, dalla quale anche Giulia avrebbe tratto l’appellativo di «Tofana». Grazie a questa invenzione, la leggenda vuole che Giulia divenne ricca e potente: il successo fu raggiunto poiché all'epoca il divorzio non era ancora riconosciuto legalmente, e per molte donne era l'unico modo per rescindere un legame ritenuto insopportabile.
Nel gennaio 1659 (all'epoca Giulia Tofana era già deceduta), a Roma fu scoperta un'ampia rete di donne coinvolte nella produzione, commercio e somministrazione di veleno al fine di eliminare i propri mariti. Questa rete, operante da almeno cinque anni, sfruttò il clima di emergenza creato dalla pestilenza che colpì la città tra il 1656 e il 1657. Il numero delle vittime sembrava essere considerevole, e l'attività criminale era ben orchestrata.
Al termine del processo, cinque donne furono condannate a morte per impiccagione sulla piazza di Campo de' Fiori nei primi giorni di luglio. Girolama Spana (la cui matrigna era Giulia Tofana), Giovanna de Grandis e Maria Spinola furono accusate di fabbricare e vendere il veleno, mentre Graziosa Farina e Laura Crispolti furono giudicate colpevoli solo del commercio di sostanze tossiche. Una sesta donna, Cecilia Verzellini, fuggita a Napoli, fu catturata ed estradata in autunno; il 1º marzo 1660, fu giustiziata con la stessa modalità per aver somministrato la mistura fatale al genero.
Durante le settimane primaverili di quel periodo, alcune mogli coinvolte nel processo dell'anno precedente subirono varie condanne, tra cui l'esilio dalla città o dallo Stato, la detenzione domestica e altre pene. Al contrario, tre donne coinvolte nella produzione del veleno ottennero l'impunità in cambio di una testimonianza dettagliata e veritiera sulle proprie azioni e su coloro che le avevano assistite procurando il veleno.

## Composizione
La "acqua tofana" è un prodotto noto per la sua facilità di preparazione domestica, composto principalmente da arsenico e piombo, con la possibilità di aggiungere antimonio in una variante. La procedura prevede la polverizzazione di questi elementi, che vengono successivamente fatti bollire in una pignatta di terracotta sigillata. Il risultato è un liquido trasparente, insapore e inodore, che può essere discretamente mescolato in poche gocce a bevande o alimenti come vino, brodo o minestra, senza che la vittima avverta alcun sospetto per quanto riguarda gusto, odore o aspetto.
A seconda della concentrazione della soluzione, l'effetto tossico può manifestarsi con tempi più o meno rapidi. Gli artefici consigliano una somministrazione misurata e graduale per evitare sospetti riguardo alla causa del decesso. È importante notare che l'"acquetta" non potesse essere neutralizzata da alcun rimedio medico dell'epoca. Nel caso in cui la vittima, presentando sintomi come febbre, vomito e dolori di stomaco, richiedesse l'intervento di un medico, quest'ultimo, ignaro della reale causa, poteva prescrivere trattamenti per una presunta malattia.
L'acqua tofana era venduta a Roma come Manna di San Nicola e, secondo le indicazioni fornite durante il processo, si realizzava facendo bollire a lungo acqua con arsenico, antimonio e limatura di piombo. L'arsenico non era venduto dagli speziali, ma era fornito da un frate, indicato come padre Girolamo di Sant'Agnese, che aveva un parente speziale.
(da una testimonianza del processo)
All'epoca del processo venne anche realizzata copia del veleno secondo queste indicazioni, in modo da verificare su due cani che gli effetti fossero identici a quelli dal veleno rinvenuto in casa delle accusate.

## Citazioni e riferimenti
- Il veleno è citato spesso in relazione alla morte di Mozart, poiché si dice che Mozart temesse gli fosse stato somministrato, ma l'aneddoto è molto dubbio.[10]
- Nel racconto 'Ignaz Denner' di E. T. A. Hoffmann, compreso nella raccolta 'Notturni' (Nachtstücke) del 1817, viene citata l'acqua tofana. («Sulle prime la vecchia non volle ammettere ma, minacciata di tortura, confessò: il Trabacchio già da molti anni preparava quel veleno artificiale noto sotto il nome di "acqua tofana" e ne faceva commercio clandestino traendone la massima parte dei suoi proventi») da E. T. A. Hoffmann, 'Romanzi e racconti', Einaudi, 1969, vol. I, pag. 718.
- Ne Il conte di Montecristo di Alexandre Dumas, pubblicato a puntate tra il 1844 e il 1846, è citata in alcuni punti l'acqua tofana, in relazione agli avvelenamenti.[11][12][13]

(Il conte di Montecristo a Madame de Villefort)